# Maki Narumiya
Maki Narumiya (成宮 真希 Narumiya Maki?) (7 de abril de 1985) es una luchadora profesional japonesa.
Una exbailarina, Narumiya fue entrenada en la lucha libre profesional por Emi Sakura e hizo su debut para la promoción de lucha libre Ice Ribbon en marzo de 2011. Durante sus cuatro años en la promoción, se convirtió en una Campeona ICE×60 de una sola vez y Bicampeona de International Ribbon Tag Team. En abril de 2015, Narumiya transfirió a través de la promoción Reina Joshi Puroresu, donde ya fue un titular de una sola vez, tanto del Campeonato Internacional CMLL-Reina y Campeonato Internacional Júnior CMLL-Reina. Actualmente se encuentra en su segundo reinado como Campeona Internacional CMLL-Reina.